# داوسن اسپرینگز (کنتاکی)
دسن اسپرینگز (به انگلیسی: Dawson Springs) شهری در ایالت کنتاکی کشور ایالات متحده آمریکا است که جمعیت آن در سرشماری سال ۲۰۱۰ میلادی، ۲٬۷۶۴ نفر بوده‌است.